# Mikko Sumusalo
Mikko Sumusalo (Porvoo, 12 de março de 1990) é um futebolista finlandês que atua no Rot-Weiß Erfurt. Joga como lateral-esquerdo.
Em seu país, defendeu Klubi-04 e HJK, e desde 2014 joga no futebol alemão, defendendo RB Leipzig, Hansa Rostock e Rot-Weiß Erfurt, onde chegou em junho de 2016.
Pela Seleção Finlandesa, Sumusalo estreou em 2012, contra Trinidad e Tobago.

## Links
- Mikko Sumusalo em National-Football-Teams.com